# Nyctimystes bivocalis
Nyctimystes bivocalis es una rana de árbol de la familia Pelodryadidae de Papúa Nueva Guinea. Vive en las montañas Cloudy y en parte de las montañas Owen Stanley en la provincia de Milne Bay.
El macho adulto mide 3.9 a 4.9 cm de largo y es de color marrón grisáceo, la hembra adulta mide 4.2 a 5.6 cm y es marrón anaranjado.
Su nombre en latín, bivocalis o voz doble, se refiere a su llamada, que tiene dos tonos.